# Sklatovi
Sklatovi, porodica morskih pasa smještena u vlastiti red sklatovke (Squatiniformes). Sastoji se od samo jednog roda (sklat; Squatina) s 25 vrsta iz Atlantika i Pacifika. Žive na morskom dnu gdje se ukopavaju u mulj i pijesak, a tipično im je što su spljoštenog tijela i širokih prsnih peraja. Hrane se svim morskim organizmima: ribama, rakovima, glavonošcima, školjkašima i puževima.
Narastu maksimalo do dva metra dužine. U jadranu žive dvije vrste, sklat žutac (Squatina oculata) i sklat sivac (Squatina squatina). Danas su mnoge vrste ugrožene.

## Vrste
1. Squatina aculeata Cuvier, 1829
2. Squatina africana Regan, 1908
3. Squatina albipunctata Last & White, 2008
4. Squatina argentina (Marini, 1930)
5. Squatina armata (Philippi, 1887)
6. Squatina australis Regan, 1906
7. Squatina caillieti Walsh, Ebert & Compagno, 2011
8. Squatina californica Ayres, 1859
9. Squatina david Acero, Tavera, Anguila & Hernández, 2016
10. Squatina dumeril Lesueur, 1818
11. Squatina formosa Shen & Ting, 1972
12. Squatina guggenheim Marini, 1936
13. Squatina heteroptera Castro-Aguirre, Espinosa Pérez & Huidobro Campos, 2007
14. Squatina japonica Bleeker, 1858
15. Squatina legnota Last & White, 2008
16. Squatina mexicana Castro-Aguirre, Espinosa Pérez & Huidobro Campos, 2007
17. Squatina nebulosa Regan, 1906
18. Squatina occulta Vooren & da Silva, 1992
19. Squatina oculata Bonaparte, 1840
20. Squatina pseudocellata Last & White, 2008
21. Squatina punctata Marini, 1936
22. Squatina squatina (Linnaeus, 1758)
23. Squatina tergocellata McCulloch, 1914
24. Squatina tergocellatoides Chen, 1963
25. Squatina varii Vaz & Carvalho, 2018

## Vanjske poveznice
|  | Zajednički poslužitelj ima još gradiva o temi Squatiniformes |
|  | Wikivrste imaju podatke o taksonu Squatiniformes             |

- Kritično ugrožena jedinka zaštićenog morskog psa kod Brijuna uspješno puštena u more. morski.hr. 4. svibnja 2021. Pristupljeno 7. svibnja 2021. Zanemaren tekst "Morski HR" (pomoć)